# Dastneveštehā nemi-sōzand
Dastneveštehā nemi-sōzand (in persiano دست‌نوشته‌ها نمی‌سوزند‎, lett. "I manoscritti non bruciano") è un film del 2013 diretto da Mohammad Rasoulof. Il titolo è una citazione de Il maestro e Margherita di Bulgakov.

## Trama
Due uomini, Khosrow e Morteza, vengono incaricati di sequestrare e far scomparire un dissidente, Kasra, che era stato testimone nel 1996 di un tentativo da parte del governo di eliminare 21 giornalisti scomodi tramite un finto un incidente. Khosrow, che sta per diventare padre, teme una retribuzione divina per le sue azioni, mentre Morteza cerca di convincerlo del contrario. Nel frattempo, Kasra, nella località montuosa del nord del Paese dove vive sotto sorveglianza, fa i conti con l'inefficienza che appesta la comunità locale di dissidenti del regime.

## Produzione
Il film si ispira a un episodio della catena di omicidi di dissidenti politici avvenuta in Iran tra il 1988 e il 1998.
Il film è stato girato clandestinamente per aggirare la censura. Attori e troupe sono rimasti non accreditati per paura di ritorsioni.

## Riconoscimenti
- 2013 - Festival di Cannes
  - Premio FIPRESCI
  - In concorso per il premio Un Certain Regard